# Cmentarz parafii św. Wojciecha w Poznaniu
Cmentarz parafii św. Wojciecha w Poznaniu – zabytkowy cmentarz położony na południowych stokach Fortu Winiary, drugi najstarszy cmentarz Poznania.

## Historia

### Rok 1805
W kwietniu 1805 roku parafia św. Wojciecha zakupiła teren pod przyszły cmentarz na terenie wsi Bonin. W 1828 roku zapadła decyzja o budowie twierdzy na Wzgórzu Winiarskim. Teren pod cmentarz został zajęty przez Komisję Fortyfikacyjną. Prace przy budowie twierdzy objęły również wzgórze św. Wojciecha. Wzgórze zostało częściowo niwelowane, co spowodowało znaczne okrojenie cmentarza przykościelnego.
W listopadzie 1833 została podpisana ugoda pomiędzy Komisją Fortyfikacyjną a parafią Św. Wojciecha. W ramach rekompensaty, parafii wydzielono prostokątną działkę na zboczu
Wzgórza Winiarskiego, w pobliżu Cytadeli. Działka była długa na 39 prętów i 2 stopy pruskie, oraz szeroka na 19 prętów i 9 stóp pruskich, co dawało powierzchnię 4 mórg i 41 prętów kwadratowych; północno-zachodni narożnik prostokąta został ścięty, aby nie kolidować z forteczną drogą krytą, przebiegającą nad cmentarzem – wzdłuż fosy. Na wschód od cmentarza został przewidziany teren pod cmentarz garnizonowy. Cmentarz w krótkim czasie zaczął pełnić swoje funkcje. Co do początkowego okresu działalności cmentarza brak jakichkolwiek źródeł.

### Rok1846
3 marca 1846 roku na terenie cmentarza zebrali się konspiratorzy, czekając na dowóz broni, by zaatakować Cytadelę. Zebrało się około 200 ludzi pod dowództwem Aleksandra Neymana.
Liczono na element zaskoczenia, oraz na otwarcie bramy przez ppor. Wilhelma Mackiewicza.
Niestety o godz.21.15 Prusacy ogłosili w mieście alarm. Większość powstańców została wyłapana i aresztowana.

### II połowa XIX w
W tym czasie ze względu na przepisy forteczne nie wolno było stawiać kamiennych nagrobków. Również ze względu na niewielką powierzchnię groby były wcześnie skopywane pod następne pochówki. Pierwsze grobowce pojawiły się dopiero w latach 1889-1889, kiedy przepisy forteczne zostały złagodzone.
W 1888 roku parafia św. Wojciecha zakupiła od osób prywatnych grunt pod nowy cmentarz. Znajdował się on kilkaset metrów na zachód od dotychczasowego cmentarza, po drugiej stronie obecnej ulicy Winogrady.

### 1918 – 1939
W 1938 roku, staraniem poznańskiego architekta, Stefana Cybichowskiego i dyr. Zieleni Miejskiej Władysława Marcińca, cmentarz został uporządkowany. Zrewitalizowano zieleń, wybudowano nową bramę.

### Rok 1945
W lutym 1945 roku rozpoczęły się walki o Cytadelę. Na terenie cmentarza atakował 242 Gwardyjski Pułk Piechoty płka Noskowa. Atak rozpoczął się 18 lutego. Zacięte walki trwały dwa dni. W ich wyniku cmentarz uległ znacznej dewastacji.

### Po wojnie
Po wojnie teren Wzgórza Winiarskiego został przejęty przez wojsko. Na starym cmentarzu poza kilkoma wyjątkami nie zezwalano na pochówki.
W 2009 wskutek orzeczenia Komisji Majątkowej przekazano parafii św. Wojciecha grunty zlikwidowanego nowego cmentarza. Stary cmentarz w 2010 roku został przekazany miastu.

## Zabytki
Nieliczne zabytki przetrwały do naszych czasów.
W roku 2003 został odnowiony pomnik nagrobny radcy miejskiego Andrzeja Kaźmierczaka. Pomnik wykonany z piaskowca. Figura Pielgrzyma, wieńcząca nagrobek, wykonana jest ze sztucznego kamienia. Jest to kopia dzieła Władysława Marcinkowskiego znajdującego się na cmentarzu w Uzarzewie.